# Beleg van Ryugasaki
Het Beleg van Ryugasaki was een slag tijdens de Japanse Sengoku-periode. Het beleg vond plaats in 1545 en was een van de stappen van Takeda Shingen om zijn macht in de provincie Shinano te vergroten. Het was een vervolg op eerdere veroveringen in de Ima vallei. Het fort Ryugasaki was een satelliet van kasteel Fukuyo. Het werd beheerd door Yoshinaga Mitoyoshi een vazal van de Tozawa-clan. Yoshinaga zelf werd gedood in het gevecht toen het fort viel.